# Combiné nordique aux championnats du monde de ski nordique 1927
Pour un article plus général, voir Championnats du monde de ski nordique 1927.
Navigation
1926 1929
L'épreuve du combiné nordique des championnats du monde de ski nordique 1927 s'est déroulée à Cortina d'Ampezzo (Italie) le 2 février 1927.

## Palmarès
| Date           | Lieu              | Course                                                     | Or             | Argent         | Bronze          |
| -------------- | ----------------- | ---------------------------------------------------------- | -------------- | -------------- | --------------- |
| 2 février 1927 | Cortina d'Ampezzo | 18 km individuel en style classique / deux manches de saut | Rudolf Purkert | Otakar Německý | František Wende |

## Classement final
| Rang | Athlète                  | Nation          | Saut 1 | Saut 2 | Note Saut à ski | Rang Saut à ski | Total points |
| ---- | ------------------------ | --------------- | ------ | ------ | --------------- | --------------- | ------------ |
| 1    | Rudolf Burkert           | Tchécoslovaquie | 40,5 m | 44,0 m | 18.020          | 2               | 17.947       |
| 2    | Otakar Nemecky           | Tchécoslovaquie |        |        |                 |                 | 17.645       |
| 3    | Franz Wende              | Tchécoslovaquie | 39,0 m | 42,5 m | 17.103          | 6               | 17.489       |
| 4    | Adolf Rubi               | Suisse          | 36,0 m | 39,0 m | 15.628          | 10              | 16.687       |
| 5    | Hugo Hörtnagel           | Allemagne       | 32,0 m | 33,0 m | 14.666          | 16              | 16.583       |
| 6    | Bronisław Czech          | Pologne         | 34,0 m | 31,5 m | 17.270          | 5               | 16.343       |
| 7    | Josef Adolf              | Tchécoslovaquie |        |        |                 |                 | 15.926       |
| 8    | Vitale Venzi             | Italie          | 43,0 m | 44,0 m | 17.750          | 3               | 15.758       |
| 9    | Andrzej Krzeptowski      | Pologne         |        |        |                 |                 | 15.666       |
| 10   | Willen Dick              | Tchécoslovaquie | 42,0 m | 43,5 m | 18.478          | 1               | 15.614       |
| 11   | Gustav Müller            | Allemagne       |        |        |                 |                 | 15.500       |
| 12   | Bertil Carlsson          | Suède           | 41,0 m | 38,0 m | 17.500          | 4               | 15.437       |
| 13   | Tore Edman               | Suède           |        |        |                 |                 | 15.333       |
| 14   | ?                        |                 |        |        |                 |                 |              |
| 15   | Josef Bím                | Tchécoslovaquie |        |        |                 |                 | ?            |
| 16   | ?                        |                 |        |        |                 |                 |              |
| 17   | Rudolf Neyer             | Allemagne       | 36,0 m | 35,5 m | 15.583          | 11              | 14.916       |
| 18   | ?                        |                 |        |        |                 |                 |              |
| 19   | Viktor Schneider         | Allemagne       |        |        |                 |                 | 14.719       |
| 20   | Erich Recknagel          | Allemagne       | 37,0 m | 38,5 m | 15.770          | 9               | 14.697       |
| 21   | Johann Tryzna (pl)       | Tchécoslovaquie |        |        |                 |                 |              |
| 22   | ?                        |                 |        |        |                 |                 |              |
| 23   | ?                        |                 |        |        |                 |                 |              |
| 24   | Aleksander Rozmus        | Pologne         |        |        |                 |                 | 13.413       |
| 25   | Władysław Żytkowicz (en) | Pologne         |        |        |                 |                 | ?            |
| ?    | Gérard Vuilleumier (de)  | Suisse          | 37,0 m | 39,5 m | 16.520          | 7               | ?            |
| ?    | Sepp Schmid              | Suisse          | 33,0 m | 39,0 m | 16.250          | 8               | ?            |
| ?    | Hans Rattay              | Autriche        | 34,0 m | 35,5   | 14.987          | 15              | ?            |

- * = saut tombé

## Tableau des médailles
| #  | Nation          | Or | Argent | Bronze | Total |
| -- | --------------- | -- | ------ | ------ | ----- |
| 1. | Tchécoslovaquie | 1  | 1      | 1      | 3     |